# Graves at Sea
A Graves at Sea amerikai sludge/doom metalegyüttes, 2002-ben alakult. Tagjai Phoenix-ből, Oaklandből és Portlandből származnak. Lemezeiket a Relapse, Southern Lord, Eolian Empire és Seventh Rule Records kiadók jelentetik meg. Alapító tagjai Nick Phit, Nathan Misterek, Roger Williams és Steve Klatz.
Első kiadványuk egy 2003-as demó volt. 2008-ban feloszlottak, majd 2012-ben újra összeálltak.

## Tagok
- Nick Phit – gitár (2002–2008, 2012–)
- Nathan Misterek – ének (2002–2008, 2012–)
- Jeff McGarrity – basszusgitár (2013–)
- Bryan Sours – dob (2013–)[1]

## Korábbi tagok
- Tommy Cavizel – dob
- Roger Williams – basszusgitár (2002–2006)
- Steve Klatz – dob (2002–2006)
- Miguel Valiz – basszusgitár (2007–2008)
- Chiyo Nukaga – dob (2007–2008, 2012–2013)
- Greg Wilkinson – basszusgitár (2012–2013)

## Diszkográfia
- The Curse That Is (2016)

### Egyéb kiadványok
- Documents of Grief (demo, 2003)
- Cirrhosis/Atavist Arise (kislemez, 2004)
- Graves at Sea/Asunder (split lemez, 2005)
- This Place Is Poison (EP, 2014)
- Graves at Sea/Sourvein (split lemez, 2014)